# Gončarka
Gončarka (in russo Гончарка?) è un centro abitato dell'Adighezia, situato nel Giaginskij rajon. La popolazione era di 1.498 come di 2019. Ci sono 21 strade.